# Virregnat de Takhi-i-Hulagu
El virregnat de Takhi-i-Hulagu fou un govern timúrida conferit per Tamerlà al seu fill Miran Xah el 1393.
A la plana d'Hamadan Timur va conferir el virregnat del anomenat Regne de Hulagu o Corona d'Hulagu o Tron d'Hulagu (principalment l'Iraq Ajamita i l'Azerbaidjan amb Arran i Mughan) al seu fill Miran Shah. Enumerava com a "regnes": Rayy, l'Azerbaidjan, Shirvan, Derbent, Bakú, Gilan i les seves dependències, fins al país anomenat Naxçıvan (Anatòlia). Pare i fill es van intercanviar regals i Miran Shah va oferir un altre banquet. El dia 2 de juliol de 1393 Timur va abandonar Hamadan. Miran Shah fou enviat per endavant cap a Kulaghi. Timur per la seva part va fer una nova cacera i va acampar a Ilma Kuruk. Després la cort va arribar a Tumatu on va restar 5 dies i al sisè es va fer una nova cacera a la plana de Bek Parmak. D'alli van anar a acampar a Gul Ludja; l'endemà eren a Dalper a la plana de Gonbedek. El 8 de juliol en van sortir (com es pot veure les dates de Yazdi no es corresponen amb els períodes emprats als llocs) i la cort va anar a acampar 20 km més enllà.

Miran Shah es va enfrontar al seu virregnat a una secta anomenada els hurúfides. El seu cap, Fazlullah Naimi, que era també el fundador de la secta, va ser assassinat el 1394 a Naxçıvan per ordre de Miran Shah. Aleshores, hi havia molts partidaris de Fazlullah Naimi a Nakhitxevan. Per dissuadir-los, Miranshah va arrestar a Naimi i el va portar a Nakhitxevan, on va ordenar el seu assassinat. Per ordre de Miran Shah, la majoria dels edificis de la ciutat, tret dels edificis religiosos, van ser destruïts (però probablement en una data propera al 1398).